# 中井泉
中井 泉（なかい いずみ、男性、1953年 - ）は、日本の化学者・鉱物学者、東京理科大学理学部応用化学科教授、東京理科大学グリーン光科学技術研究センター長、理学博士（筑波大学）。

## 経歴
- 1971年（昭和46年） - 神奈川県立光陵高等学校卒業
- 1975年（昭和50年） - 東京教育大学理学部化学科卒業
- 1977年（昭和52年） - 東京教育大学大学院理学研究科修士課程修了
- 1980年（昭和55年） - 筑波大学大学院化学研究科博士課程修了・筑波大学研究協力部研究協力課文部技官
- 1982年（昭和57年） - 筑波大学化学系助手
- 1984年（昭和59年） - 筑波大学化学系講師
- 1994年（平成6年） - 東京理科大学理学部助教授
- 1998年（平成10年） - 東京理科大学理学部教授
- 2005年（平成17年） - 東京理科大学グリーン光科学技術研究センター長

## 受賞歴
- 1978年: Smithsonian Institution, Predoctoral Fellowship Award（スミソニアン博物館）
- 1988年: 櫻井賞（櫻井記念会）（日本鉱物学会）
- 1988年: 日本鉱物学会奨励賞（日本鉱物学会）
- 2002年: 日本鉱物学会学会賞（日本鉱物学会）
- 2004年: 平成16年度電気化学会論文賞（（社）電気化学会）
- 2012年: 平成24年度日本分析化学会学会賞（（公）日本分析化学会）

## 著書
- 中井泉編『蛍光X線分析の実際』日本分析化学会X線分析研究懇談会監修、朝倉書店、2005年。ISBN 4-254-14072-X。
- 中井泉・泉富士夫編『粉末X線解析の実際』（第2版）朝倉書店、2009年。ISBN 978-4-254-14082-8。